# Spirama jinchuena
Spirama jinchuena là một loài bướm đêm trong họ Erebidae.